# Rose Leslie
Rose Eleanor Arbuthnot-Leslie (Aberdeen, Escòcia, 9 de febrer de 1987) és una actriu escocesa de cinema i de televisió.

## Biografia
Estudià al Millfield School i, posteriorment, es graduà a la London Academy of Music and Dramatic Art, on fou premiada amb un Bachelor of Arts.
Rose feu el seu debut el 2009 amb la sèrie de televisió New Town, amb el paper de Rhian. Aquest treball li valgué un BAFTA a la millor actriu de revelació el 2009.
També treballà al teatre, participant en el The Globe el setembre del 2010 amb l'obra de Nell Leyshon Bedlam. Tanmateix, el seu paper més reconegut li arribà amb el de segona donzella, Gwen Dawson, a la popular sèrie de televisió britànica Downton Abbey. El seu personatge treballà en total dels set capítols de la primera temporada de la sèrie d'ITV. També va aparèixer al quart episodi de la sisena i última temporada d'aquesta sèrie.

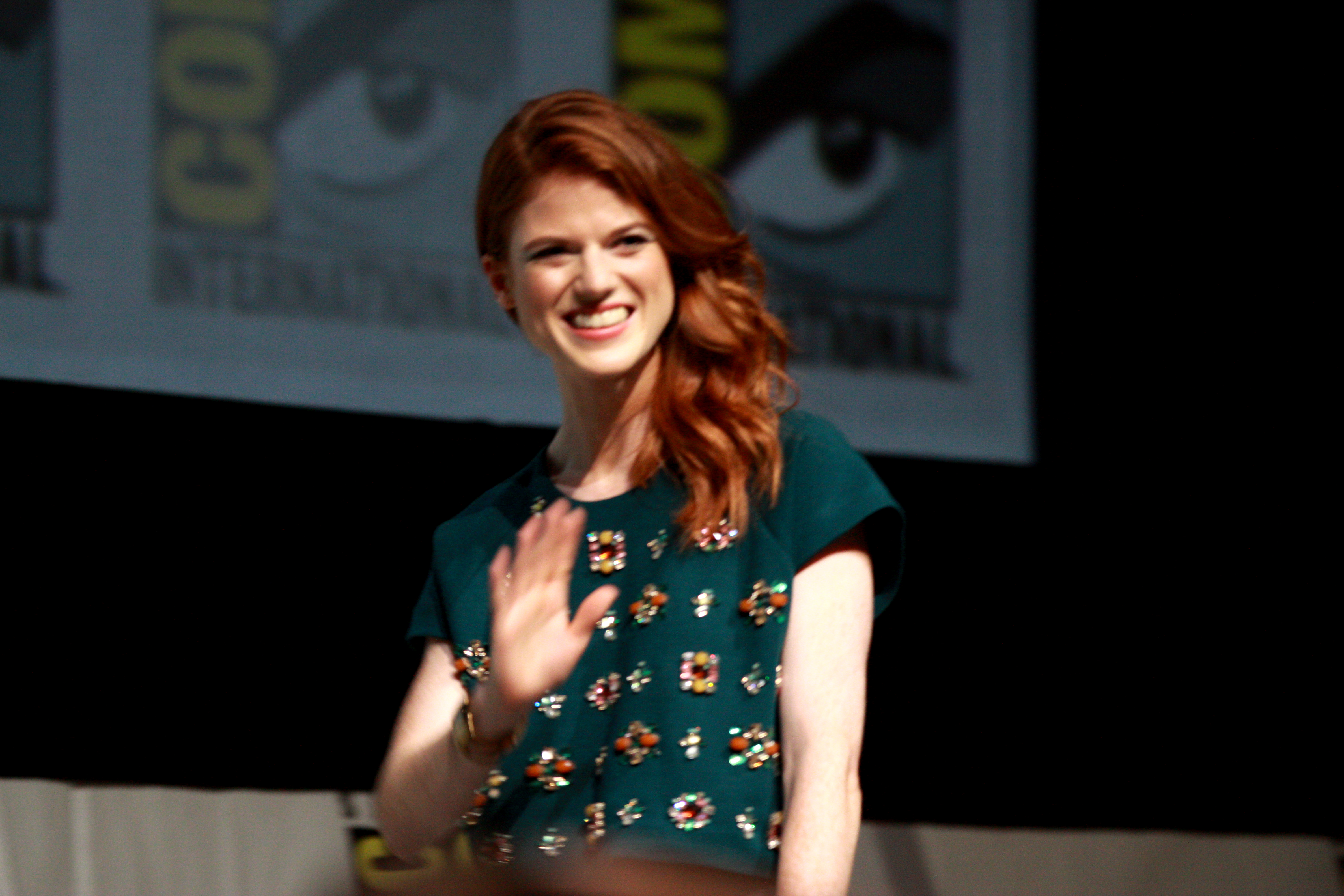
Leslie a la Comic-Con de 2013

El 2012 va rebre un paper a la popular sèrie de fantasia de HBO Game of Thrones. El seu paper com a la salvatge Ygritte entre la segona i la quarta temporada va tenir una bona acollida. Rowan Kaiser de The A.V. Club afirmà: "Com l'Ygritte, [Rose] és tant perillosa com coqueta, i és divertit veure-ho." David Crow de Den of Geek exclamà, "Un personatge complicat […] Rose Leslie devora la pantalla." El 2013, Todd VanDerWerff de Vox.com (sota The A.V. Club) va fer una ressenya de l'episodi "The Climb", "(Als llibres) Ygritte és un mitjà per arribar a un fi... (però) a la pantalla, encarnada per Rose Leslie, esdevé quelcom més," mentre que Christopher Orr de The Atlantic resumeix la seva interpretació a l'episodi "The Watchers of the Wall" concloent que: "Rose Leslie ha estat una de les poques actrius de la sèrie que realment han elevat els seus personatges per sobre del que eren als llibres".
El 2016 rep un paper a The Good Fight, drama legal de CBS All Access i sèrie derivada de The Good Wife. Interpreta Maia Rindell, una advocada novella que acaba d'aprovar l'examen d'accés a l'advocacia i la família de la qual es veu involucrada en una estafa financera que destrueix la seva reputació. El primer episodi es va emetre el febrer de 2017. El juliol de 2019 es va anunciar que no tornaria a la quarta temporada de la sèrie.
El 2017 Leslie va fer la veu de la protagonista femenina de "En" al videojoc Echo, desenvolupat pel desenvolupador de jocs de Copenhaguen Ultra Ultra.
El 2019 va rodar la pel·lícula de Kenneth Branagh Death on the Nile, basada en la novel·la homònima d'Agatha Christie, interpretant Louise Bourget. El gener de 2020 es va unir al repartiment de la sèrie de la BBC i World Productions Vigil.

## Vida personal
Leslie té fluïdesa en francès, ja que va viure a França durant tres anys. Mentre treballava com a actriu residia a Battersea, Londres fins que es va traslladar a North London. Sovint afirma que troba a faltar la seva ciutat natal: "Aberdeen... al mig del camp, tot arbres i natura. ... Em sento tant en pau a Escòcia".

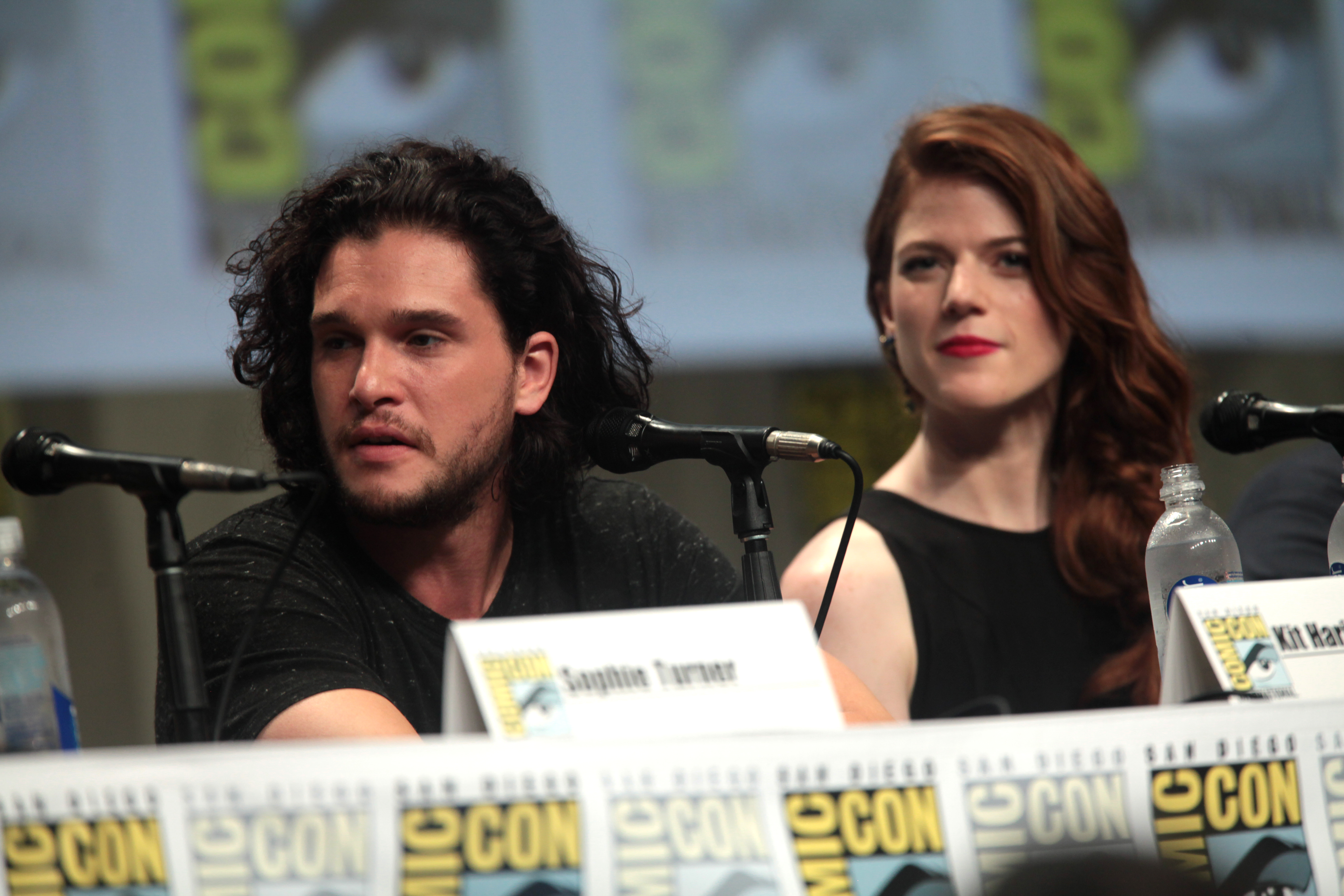
Rose Leslie amb Kit Harington, el seu futur marit, a la Comic-Con de 2014

Leslie va començar una relació intermitent amb el co-protagonista de Game of Thrones Kit Harington el 2012. Van anunciar el seu compromís al diari The Times el setembre de 2017. La seva boda se celebrà el 23 de juny de 2018. Es casaren a l'església Rayne a Aberdeenshire i la recepció tingué lloc a prop, al castell Wardhill, propietat de la família de Leslie. Hi assistiren altres co-protagonistes de Game of Thrones com Peter Dinklage, Emilia Clarke, Sophie Turner i Maisie Williams.

### Política i altres interessos
Rose Leslie es va posicionar a favor que Escòcia romangués dins del Regne Unit durant la campanya del referèndum d'independència d'Escòcia de 2014.A les eleccions generals del Regne Unit de 2015, Leslie va fer campanya a favor dels conservadors al seu districte electoral de Gordon, Aberdeenshire. El seu pare, Sebastian Leslie, va ser elegit regidor conservador al Consell d'Aberdeenshire a les eleccions locals del 2017, representant el districte electoral de West Garioch.
Li agrada córrer i gaudeix escalant, cuinant, esquiant, fent tir amb arc i jugant a tennis.

## Filmografia

### Cinema
| Any  | Títol                 | Paper          | Director        | Comentaris                  |
| ---- | --------------------- | -------------- | --------------- | --------------------------- |
| 2012 | Now Is Good           | Fiona          | Ol Parker       |                             |
| 2014 | Honeymoon             | Bea            | Leigh Janiak    |                             |
| 2015 | The Last Witch Hunter | Chloe          | Breck Eisner    |                             |
| 2016 | The Last Dance        | Athena         | Amanda Sharp    | Títol als EUA: Sticky Notes |
| 2016 | Morgan                | Dr. Amy Menser | Luke Scott      |                             |
| 2020 | Death on the Nile     | Louise         | Kenneth Branagh |                             |

### Televisió
| Any        | Títol                    | Paper                       | Cometaris                                          |
| ---------- | ------------------------ | --------------------------- | -------------------------------------------------- |
| 2008       | Banged Up Abroad         | Kim                         | Episodi: "Lima"                                    |
| 2009       | New Town                 | Rhian                       | Guanyadora d'un BAFTA "Millor actriu de revelació" |
| 2010, 2015 | Downton Abbey            | Gwen Dawson                 | 8 episodis                                         |
| 2011       | Case Histories           | Laura Wyre                  | 2 episodis                                         |
| 2012       | Vera                     | Lena Holgate                | Episodi: "The Ghost Position"                      |
| 2012-2014  | Game of Thrones          | Ygritte                     | 17 episodis                                        |
| 2014       | Blandings                | Niagra Donaldson            | Episodi: "Custody of the Pumpkin"                  |
| 2014       | Utopia                   | Milner                      | Episodi 2.1                                        |
| 2014       | The Great Fire           | Sarah Farriner              | 4 episodis                                         |
| 2015       | Luther                   | DS Emma Lane                | 2 episodis                                         |
| 2016       | Revolting Thimes         | La Caputxeta Vermella (veu) | 2 episodis                                         |
| 2017–2019  | The Good Fight           | Maia Rindell                | Paper principal                                    |
| 2021–2023  | Vigil                    | Kirsten Longacre            | Temporades 1–2                                     |
| 2022       | The Time Traveler's Wife | Clare                       |                                                    |
| 2024       | Miss Austen              | Isabella Fowle              |                                                    |